# سیار بهادرزاده
سیار بهادرزاده (فارسی: سیار بهادرزاده؛ زادهٔ ۱۷ آوریل ۱۹۸۴) ورزشکار هنرهای رزمی ترکیبی اهل افغانستان است. وی بین سال‌های ۲۰۰۱ تا ۲۰۲۰ میلادی فعالیت می‌کرد.
از باشگاه‌هایی که در آن بازی کرده‌است می‌توان به گلدن گلوری اشاره کرد.